# Sultana (Kalifornija)
Sultana je naseljeno područje za statističke svrhe u američkoj saveznoj državi Kalifornija. Prema popisu stanovništva iz 2010. u njemu je živjelo 775 stanovnika.